# Amidei e Buondelmonti

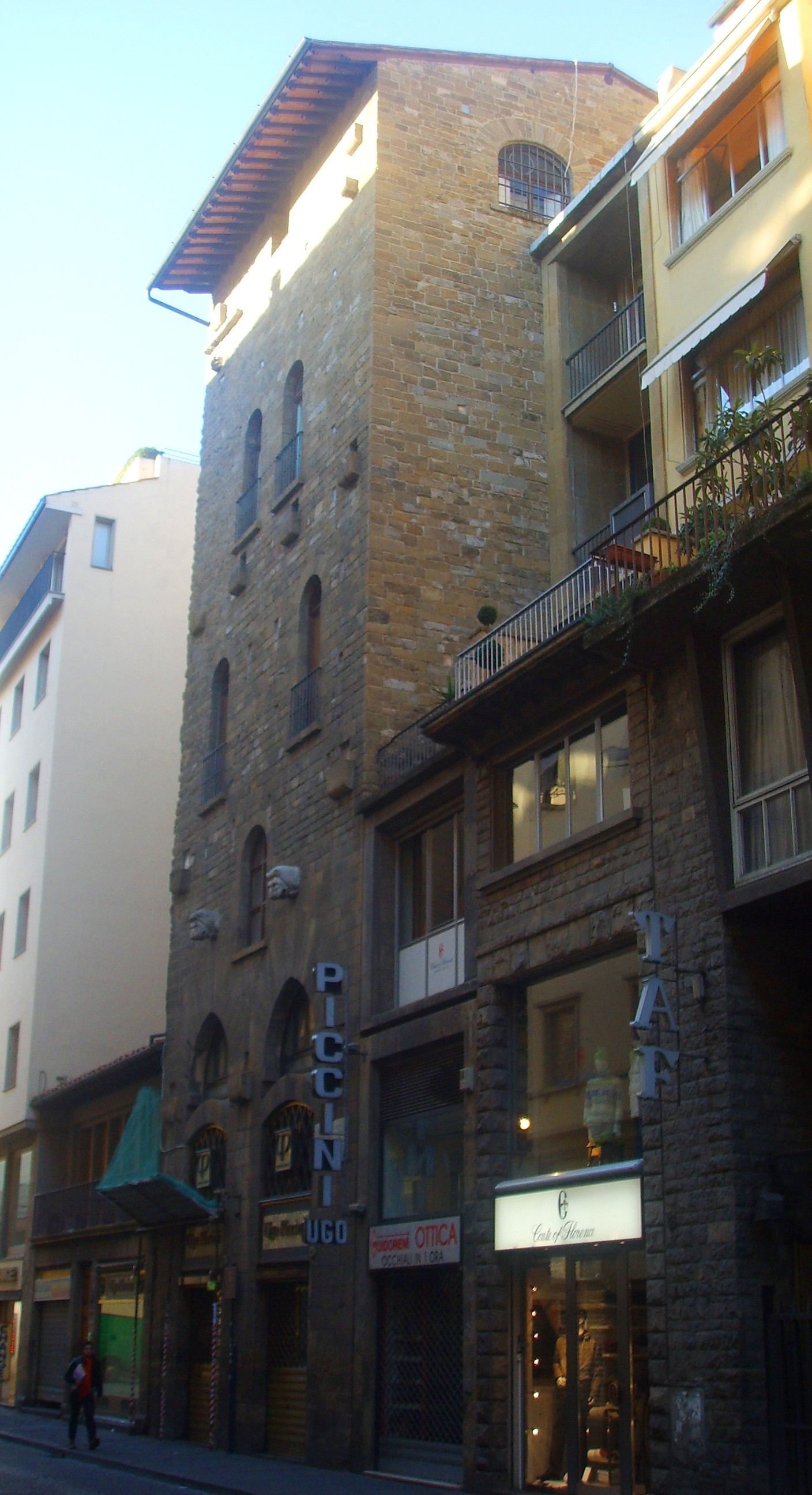
La Torre degli Amidei

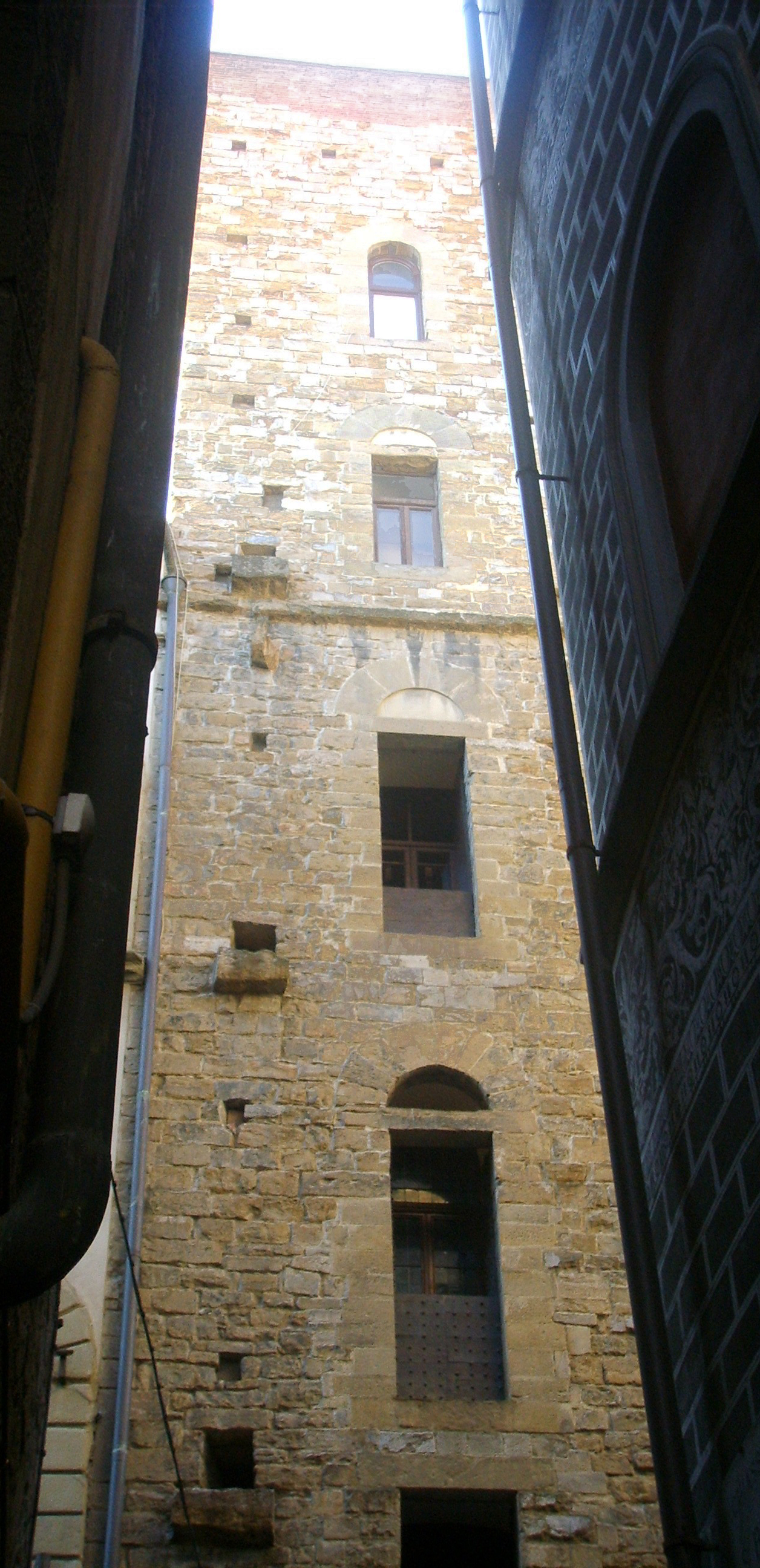
La Torre dei Buondelmonti

Gli Amidei e i Buondelmonti furono due nobili e cospicue famiglie fiorentine, la cui storica lite è considerata come l'inizio della lotta tra guelfi e ghibellini in Firenze.

## Storia
L'antefatto si ebbe nel gennaio 1216 quando Mazzingo Tegrimi de' Mazzinghi diede una gran festa nel proprio castello di Campi, per festeggiare la sua nomina a cavaliere, festa a cui fu invitata tutta la nobiltà fiorentina.
Durante il banchetto, un giullare burlone tolse all'improvviso un piatto davanti a Buondelmonte dei Buondelmonti e Uberto degli Infangati: il primo non accettò lo scherzo e se la prese a male e allora un terzo convitato, Odarrigo (o Arrigo) de' Fifanti, noto sobillatore di risse, accusò villanamente Uberto della scomparsa del piatto. Questi rispose a tono ("Tu menti per la gola!") , accusando Oddo di essersi intromesso nella discussione per prendersi il piatto; questi reagì a sua volta lanciando in faccia a Uberto un tagliere pieno di carne. Finito il banchetto, mentre si sparecchiava, si scatenò una rissa durante la quale Buondelmonte aggredì Odarrigo con un coltello e lo ferì al braccio.
Secondo le usanze del tempo, la zuffa campigiana doveva essere composta per tutelare l'onore dei contendenti: in un consiglio di casa Arrighi, a cui parteciparono anche le famiglie amiche (Fifanti, Gangalandi, Uberti, Lamberti e Amidei) fu deciso di ripianare la questione con la soluzione classica del matrimonio pacificatore, proponendo a Buondelmonte di sposare una nipote di Oddo, figlia di una sua sorella e di Lambertuccio Amidei. La proposta fu accolta e si stipulò un regolare contratto notarile, con tanto di penale in caso di mancata celebrazione.
Le cose sembravano appianate e risolte per il meglio, se non si fosse messa di mezzo Gualdrada Donati, moglie di Forese Donati il Vecchio, che andò a trovare Buondelmonte, accusandolo di aver accettato il matrimonio per paura delle ritorsioni dei Fifanti e dei loro alleati, rinfacciando la poca attrattiva estetica della futura sposa e proponendogli in sposa una propria figlia, rinomata per la bellezza. Gualdrada si offrì persino di pagare la penale prevista, se Buondelmonte accettava di sposarne la figlia.
L'allettante proposta ebbe il suo effetto: il 10 febbraio 1216 Buondelmonte non si presentò alla chiesa di Santo Stefano dove lo aspettava la fidanzata ufficiale per celebrare il matrimonio ma se ne andò in casa Donati a contrattare le nuove nozze con Forese e Gualdrada; anzi, lo sposo mancato ebbe la sfrontatezza di entrare a Firenze passando da Por Santa Maria, che si trovava nei pressi della chiesa dove lo stava aspettando la sposa.
In casa Amidei si scatenò il finimondo e si convocò un consiglio con le famiglie alleate nella chiesa di Santa Maria sopra Porta; mentre alcuni proponevano una vendetta leggera, come una solenne bastonatura o uno sfregio in viso al vituperato Buondelmonte, si alzò Mosca dei Lamberti, proponendo l'assassinio con la celebre frase "Cosa fatta capo ha!", per evitare poi ulteriori ritorsioni. Accettata la proposta, fu deciso di organizzare bene la vendetta e fu stabilito che l'agguato dovesse svolgersi proprio per il giorno delle nozze.
La mattina di Pasqua, giorno scelto per il matrimonio, Buondelmonte entrò in Firenze dal Ponte Vecchio, riccamente vestito, per recarsi alla chiesa. Arrivato alla Porta Santa Maria, dove era presente un'antica statua di Marte ("la pietra scema" di cui parla Cacciaguida), sotto alla Torre degli Amidei, Buondelmonte fu prima insultato e poi disarcionato con un colpo di mazza da Schiatta degli Uberti; una volta a terra, fu finito con un coltello da Oddo Arrighi. Dell'aggressione furono accusati come mandanti gli Amidei e la città si divise sul fatto, divisione da cui sarebbero sorte le fazioni dei guelfi e dei ghibellini alcuni anni dopo.
Da un lato si coalizzarono gli Uberti, i Lamberti e gli Amidei, che avevano tutti le proprie case nel settore cittadino più o meno tra il Ponte Vecchio e piazza della Signoria; dall'altro i Buondelmonti, i Pazzi e i Donati (guelfi), che gravitavano tra via del Corso e la Porta San Piero. Fu per la forte fedeltà degli Uberti all'imperatore che lo schieramento cittadino si raccordò a quello sovracittadino delle contese tra papato e impero: anticamente però "guelfo" aveva un significato semplicemente di "anti-ghibellino", indipendentemente dall'appoggio al papato.
Questa la leggenda; illuminante per porre la vicenda nei giusti termini è il saggio di Enrico Faini, Il convitto del 1216. La vendetta all'origine del fazionalismo fiorentino.